# Parc zoologique Dählhölzli

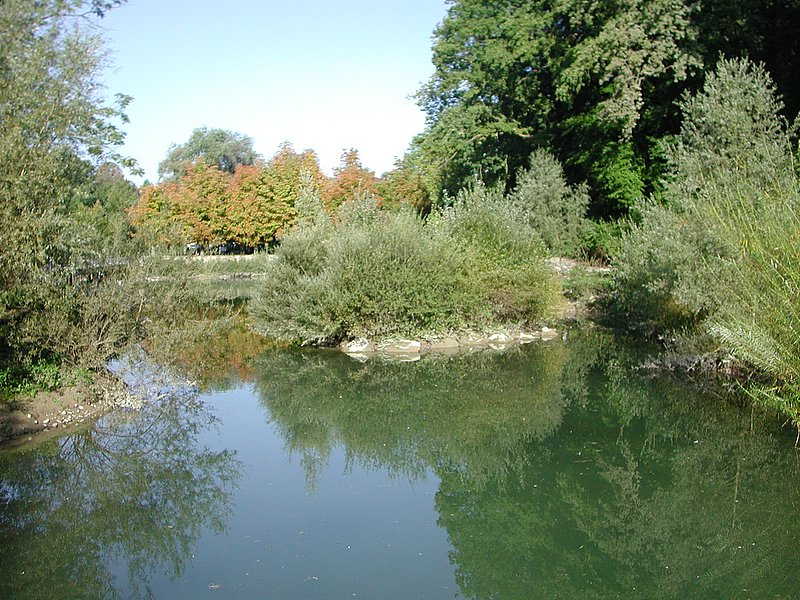
Vue des méandres de l'Aar dans le parc.

Le parc zoologique Dählhölzli est un parc animalier situé sur les bords de l'Aar à Berne, en Suisse.
Inauguré en 1937, le parc est géré par une association privée, la « Tierparkverein Bern ».